# Campionati europei di atletica leggera 2006
I XIX campionati europei di atletica leggera si sono tenuti a Göteborg, in Svezia, dal 7 al 13 agosto 2006 allo stadio Ullevi. 

## Nazioni partecipanti
Tra parentesi, il numero di atleti partecipanti per nazione.
- Albania
- Andorra
- Armenia
- Austria
- Azerbaigian
- Belgio
- Bielorussia
- Bosnia ed Erzegovina
- Bulgaria
- Cipro
- Croazia
- Danimarca
- Estonia
- Finlandia
- Francia
- Georgia
- Germania

- Gibilterra
- Grecia
- Irlanda
- Islanda
- Israele
- Italia
- Lettonia
- Liechtenstein
- Lituania
- Lussemburgo
- Macedonia
- Malta
- Moldavia
- Monaco
- Montenegro
- Norvegia
- Paesi Bassi

- Polonia
- Portogallo
- Gran Bretagna
- Rep. Ceca
- Romania
- Russia
- San Marino
- Serbia
- Slovacchia
- Slovenia
- Spagna
- Svezia (paese ospitante)
- Svizzera
- Turchia
- Ucraina
- Ungheria

## Risultati

### Uomini
| Specialità | Oro                                                                             | Prestazione | Argento                                                                 | Prestazione | Bronzo                                                                      | Prestazione |
| Corse piane |                                                                                 |             |                                                                         |             |                                                                             |             |
| 100 metri | Francis Obikwelu Portogallo                                                     | 9"99        | Andrey Yepishin Russia                                                  | 10"10       | Matic Osovnikar Slovenia                                                    | 10"14       |
| 200 metri | Francis Obikwelu Portogallo                                                     | 20"01       | Johan Wissman Svezia                                                    | 20"38       | Marlon Devonish Gran Bretagna                                               | 20"54       |
| 400 metri | Marc Raquil Francia                                                             | 45"02       | Vladislav Frolov Russia                                                 | 45"09       | Leslie Djhone Francia                                                       | 45"40       |
| 800 metri | Bram Som Paesi Bassi                                                            | 1'46"56     | David Fiegen Lussemburgo                                                | 1'46"59     | Sam Ellis Gran Bretagna                                                     | 1'46"64     |
| 1 500 metri | Mehdi Baala Francia                                                             | 3'39"02     | Ivan Heško Ucraina                                                      | 3'39"50     | Juan Carlos Higuero Spagna                                                  | 3'39"62     |
| 5 000 metri | Jesús España Spagna                                                             | 13'44"70    | Mohammed Farah Gran Bretagna                                            | 13'44"79    | Juan Carlos Higuero Spagna                                                  | 13'46"48    |
| 10 000 metri | Jan Fitschen Germania                                                           | 28'10"94    | José Manuel Martínez Spagna                                             | 28'12"06    | Juan Carlos de la Ossa Spagna                                               | 28'13"73    |
| Corse a ostacoli |                                                                                 |             |                                                                         |             |                                                                             |             |
| 110 metri ostacoli | Staņislavs Olijars Lettonia                                                     | 13"24       | Thomas Blaschek Germania                                                | 13"46       | Andy Turner Gran Bretagna                                                   | 13"56       |
| 400 metri ostacoli | Periklīs Iakōvakīs Grecia                                                       | 48"46       | Marek Plawgo Polonia                                                    | 48"71       | Rhys Williams Gran Bretagna                                                 | 49"12       |
| 3 000 metri siepi | Jukka Keskisalo Finlandia                                                       | 8'24"89     | José Luis Blanco Spagna                                                 | 8'26"22     | Bouabdellah Tahri Francia                                                   | 8'27"15     |
| Prove su strada |                                                                                 |             |                                                                         |             |                                                                             |             |
| Maratona (dettagli) | Stefano Baldini Italia                                                          | 2h11'32"    | Viktor Röthlin Svizzera                                                 | 2h11'50"    | Julio Rey Spagna                                                            | 2h12'37"    |
| 20 km marcia | Francisco Javier Fernández Spagna                                               | 1h19'09"    | Valerij Borčin Russia                                                   | 1h20'00"    | João Vieira Portogallo                                                      | 1h20'09"    |
| 50 km marcia | Yohann Diniz Francia                                                            | 3h41'39"    | Jesús Ángel García Spagna                                               | 3h42'48"    | Yuriy Andronov Russia                                                       | 3h43'26"    |
| Salti |                                                                                 |             |                                                                         |             |                                                                             |             |
| Salto in alto | Andrej Sil'nov Russia                                                           | 2,36 m      | Tomáš Janku Rep. Ceca                                                   | 2,34 m      | Stefan Holm Svezia                                                          | 2,34 m      |
| Salto con l'asta | Aleksandr Averbukh Israele                                                      | 5,70 m      | Tim Lobinger Germania Romain Mesnil Francia                             | 5,65 m      | Non assegnata per ex aequo argento                                          | -           |
| Salto in lungo | Andrew Howe Italia                                                              | 8,20 m      | Greg Rutherford Gran Bretagna                                           | 8,13 m      | Oleksij Lukaševič Ucraina                                                   | 8,12 m      |
| Salto triplo | Christian Olsson Svezia                                                         | 17,67 m     | Nathan Douglas Gran Bretagna                                            | 17,21 m     | Marian Oprea Romania                                                        | 17,18 m     |
| Lanci |                                                                                 |             |                                                                         |             |                                                                             |             |
| Getto del peso | Ralf Bartels Germania                                                           | 21,13 m     | Joachim Olsen Danimarca                                                 | 21,09 m     | Rutger Smith Paesi Bassi                                                    | 20,90 m     |
| Lancio del disco | Virgilijus Alekna Lituania                                                      | 68,67 m     | Gerd Kanter Estonia                                                     | 68,03 m     | Aleksander Tammert Estonia                                                  | 66,14 m     |
| Lancio del giavellotto (dettagli) | Andreas Thorkildsen Norvegia                                                    | 88,78 m     | Tero Pitkämäki Finlandia                                                | 86,44 m     | Jan Železný Rep. Ceca                                                       | 85,92 m     |
| Lancio del martello | Olli-Pekka Karjalainen Finlandia                                                | 80,84 m     | Vadzim Dzevjatoŭski Bielorussia                                         | 80,76 m     | Markus Esser Germania                                                       | 79,19 m     |
| Prove multiple |                                                                                 |             |                                                                         |             |                                                                             |             |
| Decathlon | Roman Šebrle Rep. Ceca                                                          | 8 526 p.    | Attila Zsivóczky Ungheria                                               | 8 356 p.    | Aleksey Drozdov Russia                                                      | 8 350 p.    |
| Staffette |                                                                                 |             |                                                                         |             |                                                                             |             |
| 4×100 metri | Gran Bretagna Dwain Chambers Darren Campbell Marlon Devonish Mark Lewis-Francis | 38"91       | Polonia Przemysław Rogowski Łukasz Chyła Marcin Jędrusiński Dariusz Kuć | 39"05       | Francia Oudéré Kankarafou Ronald Pognon Fabrice Calligny David Alerte       | 39"07       |
| 4×400 metri | Francia Leslie Djhone Ydrissa M'Barke Naman Keïta Marc Raquil                   | 3'01"10     | Gran Bretagna Robert Tobin Rhys Williams Graham Hedman Tim Benjamin     | 3'01"63     | Polonia Daniel Dąbrowski Piotr Kędzia Piotr Rysiukiewicz Rafał Wieruszewski | 3'01"73     |
| record mondiale; record mondiale stagionale; record europeo; record europeo stagionale; record dei campionati; record nazionale; record personale; record personale stagionale. |                                                                                 |             |                                                                         |             |                                                                             |             |

### Donne
| Specialità | Oro                                                                          | Prestazione | Argento                                                                  | Prestazione | Bronzo                                                                                    | Prestazione |
| Corse piane |                                                                              |             |                                                                          |             |                                                                                           |             |
| 100 metri | Kim Gevaert Belgio                                                           | 11"06       | Yekaterina Grigoryeva Russia                                             | 11"22       | Irina Khabarova Russia                                                                    | 11"22       |
| 200 metri | Kim Gevaert Belgio                                                           | 22"68       | Julija Guščina Russia                                                    | 22"93       | Natalya Rusakova Russia                                                                   | 23"09       |
| 400 metri | Vania Stambolova Bulgaria                                                    | 49"85       | Tatyana Veshkurova Russia                                                | 50"15       | Olga Zaytseva Russia                                                                      | 50"28       |
| 800 metri | Ol'ga Kotljarova Russia                                                      | 1'57"38     | Svetlana Klyuka Russia                                                   | 1'57"48     | Rebecca Lyne Gran Bretagna                                                                | 1'58"45     |
| 1 500 metri | Tat'jana Tomašova Russia                                                     | 3'56"91     | Yuliya Chizhenko Russia                                                  | 3'57"61     | Daniela Yordanova Bulgaria                                                                | 3'59"37     |
| 5 000 metri | Marta Domínguez Spagna                                                       | 14'56"18    | Liliya Shobukhova Russia                                                 | 14'56"57    | Elvan Abeylegesse Turchia                                                                 | 14'59"29    |
| 10 000 metri | Inga Abitova Russia                                                          | 30'31"42    | Susanne Wigene Norvegia                                                  | 30'32"36    | Lidiya Grigoryeva Russia                                                                  | 30'32"72    |
| Corse a ostacoli |                                                                              |             |                                                                          |             |                                                                                           |             |
| 100 metri ostacoli | Susanna Kallur Svezia                                                        | 12"59       | Derval O'Rourke Irlanda Kirsten Bolm Germania                            | 12"72 12"72 | Non assegnata per ex aequo argento                                                        | -           |
| 400 metri ostacoli | Yevgeniya Isakova Russia                                                     | 53"93       | Fanī Chalkia Grecia                                                      | 54"02       | Tetyana Tereshchuk-Antipova Ucraina                                                       | 54"55       |
| 3 000 metri siepi | Alesia Turava Bielorussia                                                    | 9'26"05     | Tatyana Petrova Russia                                                   | 9'28"05     | Wioletta Janowska Polonia                                                                 | 9'31"62     |
| Prove su strada |                                                                              |             |                                                                          |             |                                                                                           |             |
| Maratona | Ulrike Maisch Germania                                                       | 2h30'01"    | Olivera Jevtić Serbia                                                    | 2h30'27"    | Irina Permitina Russia                                                                    | 2h30'53"    |
| 20 km marcia | Ryta Turava Bielorussia                                                      | 1h27'08"    | Ol'ga Kanis'kina Russia                                                  | 1h28'35"    | Elisa Rigaudo Italia                                                                      | 1h28'37"    |
| Salti |                                                                              |             |                                                                          |             |                                                                                           |             |
| Salto in alto | Tia Hellebaut Belgio                                                         | 2,03 m      | Venelina Veneva Bulgaria                                                 | 2,03 m      | Kajsa Bergqvist Svezia                                                                    | 2,01 m      |
| Salto con l'asta | Elena Isinbaeva Russia                                                       | 4,80 m      | Monika Pyrek Polonia                                                     | 4,65 m      | Tatyana Polnova Russia                                                                    | 4,65 m      |
| Salto in lungo | Lyudmila Kolchanova Russia                                                   | 6,93 m      | Naide Gomes Portogallo                                                   | 6,84 m      | Oksana Udmurtova Russia                                                                   | 6,69 m      |
| Salto triplo | Tat'jana Lebedeva Russia                                                     | 15,15 m     | Hrysopiyí Devetzí Grecia                                                 | 15,05 m     | Anna Pyatykh Russia                                                                       | 15,02 m     |
| Lanci |                                                                              |             |                                                                          |             |                                                                                           |             |
| Getto del peso | Natallja Khoroneko Bielorussia                                               | 19,43 m     | Petra Lammert Germania                                                   | 19,17 m     | Olga Ryabinkina Russia                                                                    | 19,02 m     |
| Lancio del disco | Dar'ja Piščal'nikova Russia                                                  | 65,55 m     | Franka Dietzsch Germania                                                 | 64,35 m     | Nicoleta Grasu Romania                                                                    | 63,58 m     |
| Lancio del giavellotto (dettagli) | Steffi Nerius Germania                                                       | 65,82 m     | Barbora Špotáková Rep. Ceca                                              | 65,64 m     | Mercedes Chilla Spagna                                                                    | 61,98 m     |
| Lancio del martello | Tat'jana Lysenko Russia                                                      | 76,67 m     | Gulfiya Khanafeyeva Russia                                               | 74,50 m     | Kamila Skolimowska Polonia                                                                | 72,58 m     |
| Prove multiple |                                                                              |             |                                                                          |             |                                                                                           |             |
| Eptathlon | Carolina Klüft Svezia                                                        | 6 740 p.    | Karin Ruckstuhl Paesi Bassi                                              | 6 423 p.    | Lilli Schwartzkopf Germania                                                               | 6 420 p.    |
| Staffette |                                                                              |             |                                                                          |             |                                                                                           |             |
| 4×100 metri | Russia Julija Guščina Natalya Rusakova Irina Khabarova Yekaterina Grigoryeva | 42"71       | Gran Bretagna Anyika Onuora Emma Ania Emily Freeman Joice Maduaka        | 43"51       | Bielorussia Julija Nescjarėnka Natallja Safronnikava Alena Neumiarzhytskaya Aksana Drahun | 43"61       |
| 4×400 metri | Russia Svetlana Pospelova Natalya Ivanova Olga Zaytseva Tatyana Veshkurova   | 3'25"12     | Bielorussia Yuliana Zhalniaruk Svetlana Usovich Anna Kozak Ilona Usovich | 3'27"69     | Polonia Monika Bejnar Grażyna Prokopek Ewelina Sętowska Anna Jesień                       | 3'27"77     |
| record mondiale; record mondiale stagionale; record europeo; record europeo stagionale; record dei campionati; record nazionale; record personale; record personale stagionale. |                                                                              |             |                                                                          |             |                                                                                           |             |

## Medagliere
Legenda
     Paese ospitante
| Posizione | Paese         | Oro | Argento | Bronzo | Totale |
| --------- | ------------- | --- | ------- | ------ | ------ |
| 1         | Russia        | 12  | 12      | 11     | 35     |
| 2         | Germania      | 4   | 5       | 2      | 11     |
| 3         | Francia       | 4   | 1       | 3      | 8      |
| 4         | Spagna        | 3   | 3       | 5      | 11     |
| 5         | Bielorussia   | 3   | 2       | 1      | 6      |
| 6         | Svezia        | 3   | 1       | 2      | 6      |
| 7         | Belgio        | 3   | 0       | 0      | 3      |
| 8         | Portogallo    | 2   | 1       | 1      | 4      |
| 9         | Finlandia     | 2   | 1       | 0      | 3      |
| 10        | Italia        | 2   | 0       | 1      | 3      |
| 11        | Gran Bretagna | 1   | 5       | 5      | 11     |
| 12        | Rep. Ceca     | 1   | 2       | 1      | 4      |
| 13        | Grecia        | 1   | 2       | 0      | 3      |
| 14        | Bulgaria      | 1   | 1       | 1      | 3      |
| 14        | Paesi Bassi   | 1   | 1       | 1      | 3      |
| 15        | Norvegia      | 1   | 1       | 0      | 2      |
| 17        | Israele       | 1   | 0       | 0      | 1      |
| 17        | Lettonia      | 1   | 0       | 0      | 1      |
| 17        | Lituania      | 1   | 0       | 0      | 1      |
| 20        | Polonia       | 0   | 3       | 4      | 7      |
| 21        | Ucraina       | 0   | 1       | 2      | 3      |
| 22        | Estonia       | 0   | 1       | 1      | 2      |
| 23        | Danimarca     | 0   | 1       | 0      | 1      |
| 23        | Irlanda       | 0   | 1       | 0      | 1      |
| 23        | Lussemburgo   | 0   | 1       | 0      | 1      |
| 23        | Serbia        | 0   | 1       | 0      | 1      |
| 23        | Svizzera      | 0   | 1       | 0      | 1      |
| 23        | Ungheria      | 0   | 1       | 0      | 1      |
| 28        | Romania       | 0   | 0       | 2      | 2      |
| 29        | Slovenia      | 0   | 0       | 1      | 1      |
| 29        | Turchia       | 0   | 0       | 1      | 1      |
| Totale    | Totale        | 47  | 49      | 45     | 141    |